# Les Saisies
Les Saisies est une station française de sports d'hiver établie autour du col des Saisies sur les territoires des communes d'Hauteluce, Villard-sur-Doron, Crest-Voland et Cohennoz, situées dans le département de la Savoie (région Auvergne-Rhône-Alpes). Elle regroupe actuellement trois agglomérations : Les Saisies, Bisanne 1500 et le bourg d'Hauteluce. Elle fait partie du domaine skiable Espace Diamant.
Le site bénéficie d'un climat propice à moyenne altitude (à partir de 1 500 mètres) au développement de la pratique du ski, ainsi que d'un panorama intéressant, notamment sur le massif du Mont-Blanc. Elle jouit aussi d'une image de station familiale.

## Géographie

### Localisation
La station des Saisies se trouve dans le massif du Beaufortain, à la limite nord du département de la Savoie, sur les communes de Villard-sur-Doron, Hauteluce, Cohennoz et Crest-Voland. Elle s'est établie principalement autour du col des Saisies, ainsi que sur le signal de Bisanne, le Chard du Beurre, la Legette et le mont Clocher qui surplombent le Beaufortain au sud et les gorges de l'Arly au nord-ouest.
Le point culminant du domaine skiable est le mont de Vorès (2 067 m) ; le point culminant du territoire de la commune de Villard-sur-Doron est le signal de Bisanne (1 941 m).
La station possède un micro-climat idéal pour l'organisation des activités nordiques.

### Accès à la station

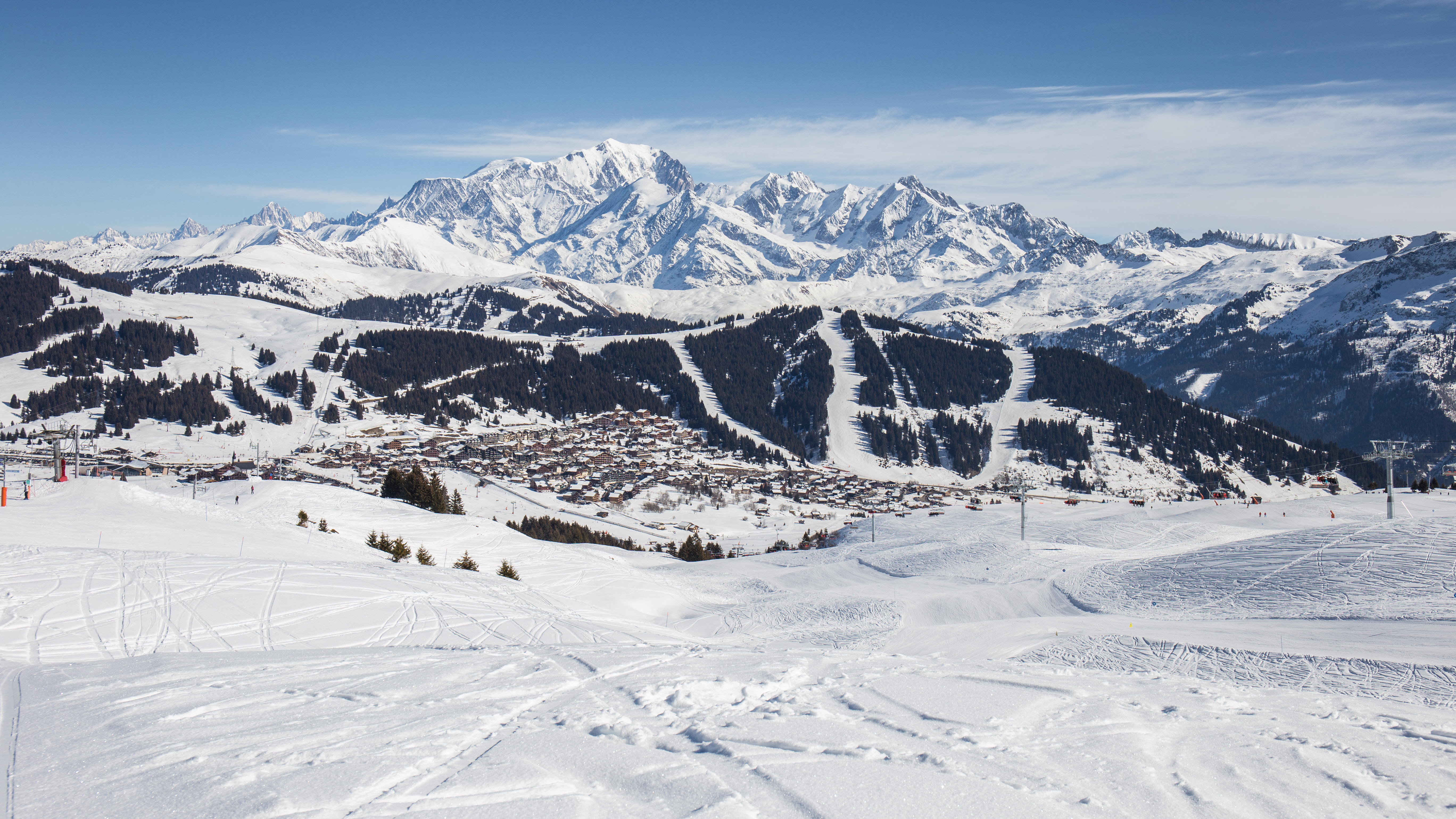
Les Saisies vues du Mont Bisanne. Au fond le Mont Blanc.

L'accès à la station se fait par plusieurs routes[Lesquelles ?]. La station se trouve à 25 kilomètres de Megève, 30 kilomètres d'Albertville (où se trouve la gare TGV la plus proche, ligne Bourg-Saint-Maurice, 3 h 45 depuis Paris), 59 kilomètres d'Annecy, 81 kilomètres de Chambéry, 103 kilomètres de Genève, 110 kilomètres de Grenoble et 180 kilomètres de Lyon.
Les aéroports internationaux les plus proches sont ceux de Lyon-Saint-Exupéry et Genève, et ainsi que les régionaux de Chambéry - Savoie et de Grenoble-Isère.

## Toponyme
Le nom Saisies dérive, par féminisation, des noms patois de saix, scex, sex, dérivant de l'ancien français saxe, qui désigne un « rocher », ou encore le « pays des rochers »,,.
Plus récemment, en lien avec le développement touristique, d'autres variantes se sont développées. Le col serait ainsi le lieu où l'on percevait des taxes diverses (taille, gabelle…). Une autre version, tenant plus de la légende, indique que le nom fait référence au commerce de contrebande, voire « à prendre au sens premier du mot, à savoir que, lorsque les paysans montaient là-haut pour une foire traditionnelle, les douaniers et gendarmes réclamaient des comptes aux mauvais payeurs et « saisissaient » leurs biens ». On fait reposer cette légende sur la période de l'après annexion de la Savoie, de 1860 à 1934, au cours de laquelle a été votée la création d'une zone franche, conservant des avantages fiscaux avec son voisin la Suisse et notamment Genève, et recouvrant la partie nord du duché de Savoie, soit le nouveau département de la Haute-Savoie, aurait permis à quelques alpagistes des environs de faire du commerce de contrebande.
Cependant l'ancienne forme Sayssies est mentionnée déjà en 1520, soit bien avant cette période, et que d'autres formes dérivées apparaissent dans différents documents,.

## Histoire

### Avant les sports d'hiver
Les Saisies sont avant tout un alpage, mentionné dès le XIIIe siècle. Il devient un lieu d'échange, puis de foire trois siècles plus tard.

### Les prémices du développement touristique
En novembre 1935, Erwin Eckl, un moniteur de ski d'origine autrichienne, arrive au col des Saisies pour y enseigner le ski. L'idée de faire de ces lieux une station de ski va germer peu à peu dans son esprit. Son enthousiasme et son caractère visionnaire lui permettent de donner vie à des projets ambitieux pour l'époque : en 1936, il transforme un chalet d'alpage le premier chalet-hôtel des Saisies puis, en 1956, le premier téléski voit le jour sous son impulsion et il fonde la même année la première école de ski.
Entre 1937 et 1961, Erwin Eckl développa peu à peu son projet[réf. nécessaire]. Il y fit construire la première remontée mécanique des Saisies, construite par Raymond Clément-Guy, au lieu-dit Les Pémonts. Longue de 800 mètres, pour une dénivelée de 300 mètres, cette remontée fut construite avec des matériaux des années 1920. Puis vint la construction du deuxième hôtel des Saisies, Le Signal de Bisanne, par Casimir Poglio. Son projet commença à attirer peu à peu d'autres contributeurs comme l'abbé Laurent qui créa une colonie de vacances aux Saisies.
Au cours des années 1950, des résidences secondaires se développent. En 1953, la route permet d'atteindre le col, l'inscrivant à l'itinéraire « route des Grandes Alpes ».
Le véritable développement de la station est entrepris au début des années 1960. En 1961, les quatre communes propriétaires du plateau (Hauteluce et Villard-sur-Doron côté Beaufortain, ainsi que Crest-Voland et Cohennoz, côté val d'Arly), après de nombreuses tractations, s'unissent pour créer une station de sports d'hiver. Cette dernière fait l'ouverture de sa première saison entre 1963 et 1964, avec pour équipement un unique téléski, installé sur le Signal de Bisanne. En cette saison, c'est le seul espace enneigé. En 1967, la société Sodeba créé le VVF ayant une capacité initiale de 600 lits.

### Naissance d'une station de4egénération
La zone s'urbanise progressivement à partir des années 1970, avec la construction de résidences et de chalets.
En 1984, la liaison entre les stations des Saisies et de Crest-Voland est assurée par deux téléskis et un télésiège. Elle part du sommet du mont Lachat, traverse le ruisseau du Nant Rouge et la forêt de Covetan pour arriver au sommet du Chard du Beurre (1 889 m) et ainsi se connecter au domaine des Saisies. Une piste verte dite du Chemin de la Palette relie Bisanne et le Cernix et permet également l'accès à Crest-Voland depuis les Saisies. Cette première liaison est censée être le premier maillon d'un domaine beaucoup plus vaste qui doit naître à terme, reliant les stations du val d'Arly à celles de l'espace Cristal. Le SIVOM des Saisies va cependant mettre du temps à réaliser ce vaste projet. Toutefois, dans le même temps, elle modernise progressivement son domaine.
En 1986 est construit le télésiège débrayable 4 places de Bisanne, offrant un meilleur débit et une meilleure rapidité d'accès au sommet du domaine skiable à l'époque. En 1988 sont construits les télésièges 4 places des Jorets, 1er maillon de la liaison du domaine avec Hauteluce, et des Rosières, reliant skis aux pieds la station de Bisanne 1 500 au domaine skiable. En 1990 est construit le télésiège 4 places du Chozal, reliant skis aux pieds le village d'Hauteluce au domaine skiable. La Régie des remontées mécaniques des Saisies est créée en 1998 afin de séparer les services publics de la gestion du domaine skiable des Saisies.

### La parenthèse des Jeux
Lors des Jeux olympiques d'hiver de 1992, organisés par la Savoie et Albertville, la station est choisie dans un second temps pour accueillir les épreuves de ski de fond et de biathlon,.
Avec le développement des Jeux en 1992, le président de la station, André Mercier, fait évoluer l'office du tourisme en Groupement d'intérêt économique, Les Saisies Promotion, afin de mieux gérer l'arrivée et l'organisation de ces jeux sur le territoire de cette station. Toutefois, la structure du GIE est remise en cause en lien avec des problèmes internes et un endettement important (5 millions de francs) et doit être dissous.
La station a vu l'émergence du skieur français Franck Piccard, triple médaillé olympique aux Jeux olympiques d'hiver de 1988, à Calgary, puis aux Jeux de 1992 d'Albertville. Sa sœur Leïla, médaille de bronze en géant aux championnats du monde de ski alpin de Sestrières en 1997.

### Un grand domaine skiable entre l'Arly et le Beaufortain
Après un long temps de gestation, le « grand domaine » voit enfin sa réalisation actée. Sa mise en œuvre va se faire en deux temps. En 2003, un télésiège 4 places dit de Roche Blanche, 1er maillon de la liaison entre Les Saisies et Notre-Dame-de-Bellecombe, est réalisé suivi l'année suivante du remplacement du télésiège du Chard du Beurre par un débrayable 6 places afin d'améliorer à la fois la rapidité d'accès au Chard du Beurre et le débit en vue de la liaison.
En 2005, le domaine skiable du plateau s'accroit avec la création de l'Espace Diamant, permettant la liaison avec les stations du val d'Arly de Notre-Dame-de-Bellecombe et Praz-sur-Arly.
La régie des Saisies continue par ailleurs à améliorer ses installations et notamment ses liaisons en remplaçant pour la saison 2011-2012 le vieux télésiège de Covetan par un télésiège six places débrayable à garde-corps automatisé, afin de moderniser sa liaison avec Crest-Voland. Le projet vise à terme à remplacer également les deux téléskis de Nant-Rouge et des Bâches par un télésiège à va-et-vient.
La réalisation de la liaison Espace Diamant ne semble cependant pas mettre un terme à la dilatation du domaine skiable des Saisies. En effet, après les nouveaux secteurs de Brichou et de Douce aménagés durant l'été 2005, la station des Saisies espère poursuivre l'extension de son domaine skiable vers l'est avec l'exploitation des vastes étendues d'altitude de la commune d'Hauteluce. L'enjeu est double : créer des secteurs de ski propre, dans un cadre très bien enneigé sur les crêtes des sommets de l'Espace Diamant. Les skieurs des Saisies arrivant depuis le télésiège de Douce gagneraient la combe de Bellastat grâce à de nouvelles pistes avant d'emprunter un télésiège dit de Plan Mermin. Arrivé à son sommet, ils pourraient rejoindre le domaine de Praz-sur-Arly par gravité. La liaison Espace Diamant entre Les Saisies/Notre-Dame-de-Bellecombe et Praz-sur-Arly serait ainsi considérablement améliorée, les skieurs n'étant plus obligés de passer par la très plate et laborieuse piste bleue des Crêtes, face à la chaîne du Mont-Blanc, tout en améliorant les flux de skieurs dans les liaisons inter-stations, en rendant ces dernières plus attractives. Le premier maillon de ce programme devrait être implanté dans la combe de Bellastat et permettrait dans un premier temps l'ouverture de nouvelles pistes plus ou moins techniques pour les skieurs des Saisies. Le second maillon consisterait en l'implantation d'un deuxième TSD6 sur les pentes de Plan Mermin. Ce nouvel appareil accessible depuis le vallon de Bellastat permettrait de basculer directement sur Praz sur Arly, sans devoir passer par Notre-Dame-de-Bellecombe.
Si le deuxième maillon n'est à ce jour pas encore officiel, le premier fait l'objet d'un projet intégré au schéma de cohérence territoriale (SCOT) des 4 intercommunalités d’Arlysère (Albertville, Ugine, Basse Tarentaise, combe de Savoie, Beaufortain, val d'Arly, Bauges).

## La station

### Promotion et positionnement touristiques
Selon la légende, le créateur de la station l'aurait surnommé « le Tyrol français », expression promotionnelle que l'on trouve régulièrement tout comme celle de « grenier à Neige », en lien avec un enneigement soutenu et régulier à moyenne altitude (à partir de 1 500 mètres).
La station a obtenu plusieurs des labels : « Site nordique », « Station village de charmes », « Station grand domaine », « Village de charme », « Montagne aventure » et « Montagne douce ».

### Les villages
La station est en 2014 composée de trois villages. Le noyau historique de cette station est le village des Saisies. Puis vint historiquement le développement de Bisanne 1500, puis le raccordement de la ville de Hauteluce au village des Saisies grâce à un télésiège .

#### Les Saisies

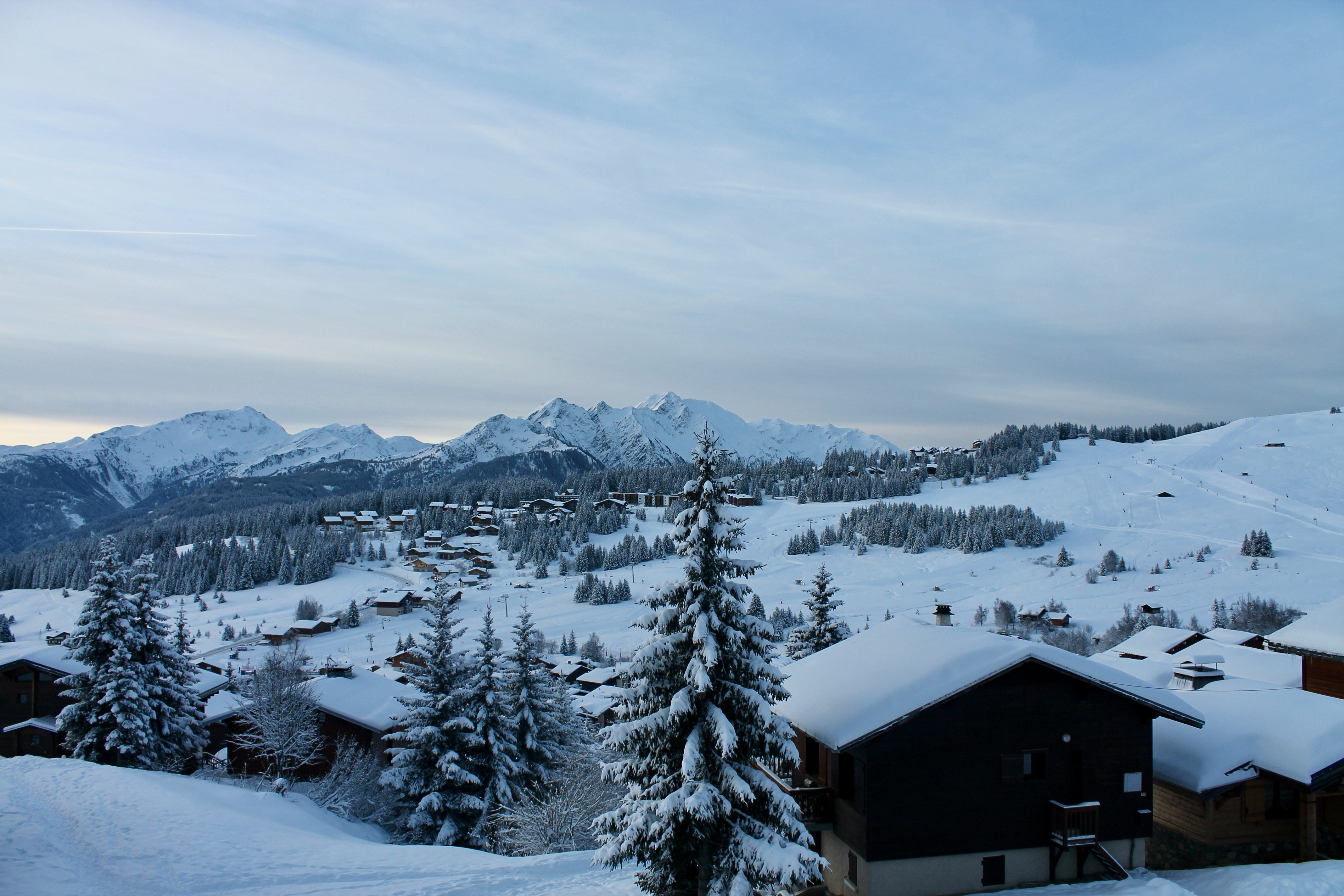
Les Saisies - Forêt, hameaux des routes de la Forêt et du Mont-Bisane.

Les Saisies, en plus d'être le nom de la station de ski, est le terme utilisé pour définir le premier village à l'origine de la station. À 1 650 mètres d'altitude et seulement 30 kilomètres d'Albertville, il concentre des commerces, des hébergements mais aussi des points de départs pour les pistes.
Ce village est divisé en trois quartiers : « Les Saisies - Centre », « Les Saisies - Carrets » et « Les Saisies - Forêt ».

#### Bisanne 1500
Cette station comprend notamment durant la saison d'hiver un balisage raquettes aménagé vers des sommets tels que la Croix de Coste et le Signal de Bisanne

#### Hauteluce
Hauteluce est une commune située à six  kilomètres du centre de la station, en aval de la station (chef-lieu des Saisies), reliée aux Saisies par deux télésièges (Chozal et Jorêts). Elle est desservie directement par la télécabine des Rosières et la piste bleue du Planay.

#### Lieux de culte

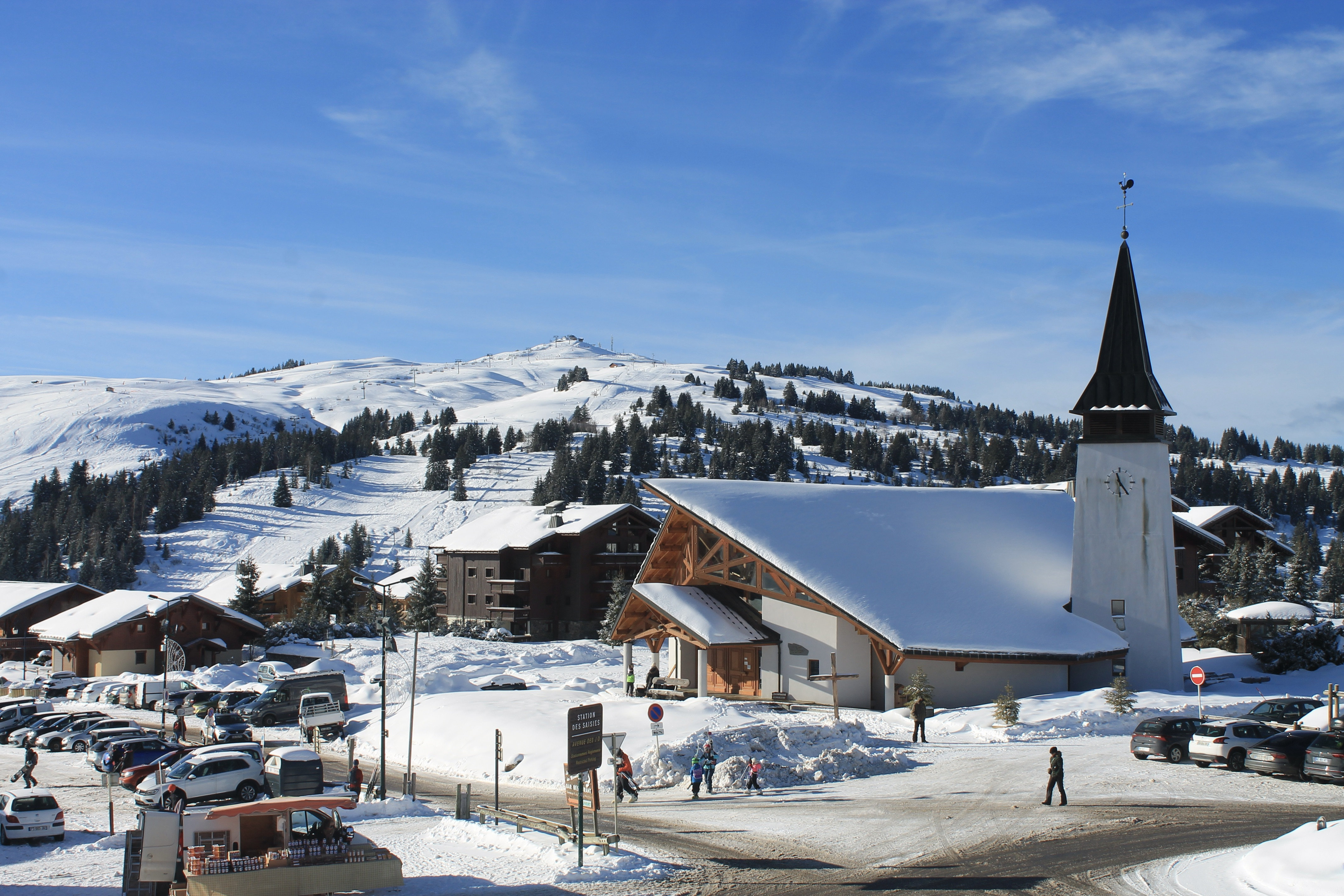
Chapelle Notre-Dame de Haute Lumière et le Mont Bisane en arrière-plan.

Deux églises couvrent le domaine de la station des Saisies : la chapelle Notre-Dame-de-Haute-Lumière, aux Saisies, et l'église St Jacques d'Assyrie à Hauteluce.

### Hébergement et restauration
L'organisme promotionnel Savoie Mont Blanc estimait en 2016 que la capacité d'accueil de la station était de 15 253 lits touristiques répartis dans 2 420 établissements. Les hébergements se répartissent comme suit : 118 meublés ; 7 résidences de tourisme ; 3 hôtels ; 2 centres ou villages de vacances/auberges de jeunesse/maisons familiales et une chambre d'hôtes. La station ne dispose pas d'hôtellerie de plein air.

## Domaine skiable et gestion

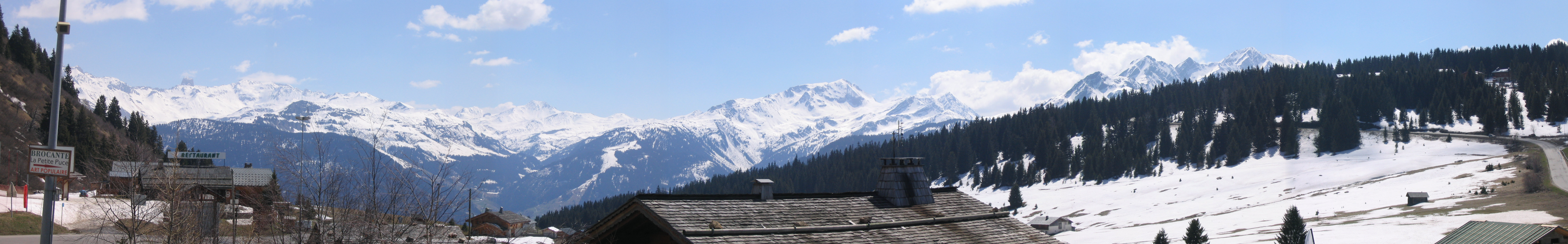
Panorama du Beaufortain depuis la station des Saisies (vue sud)
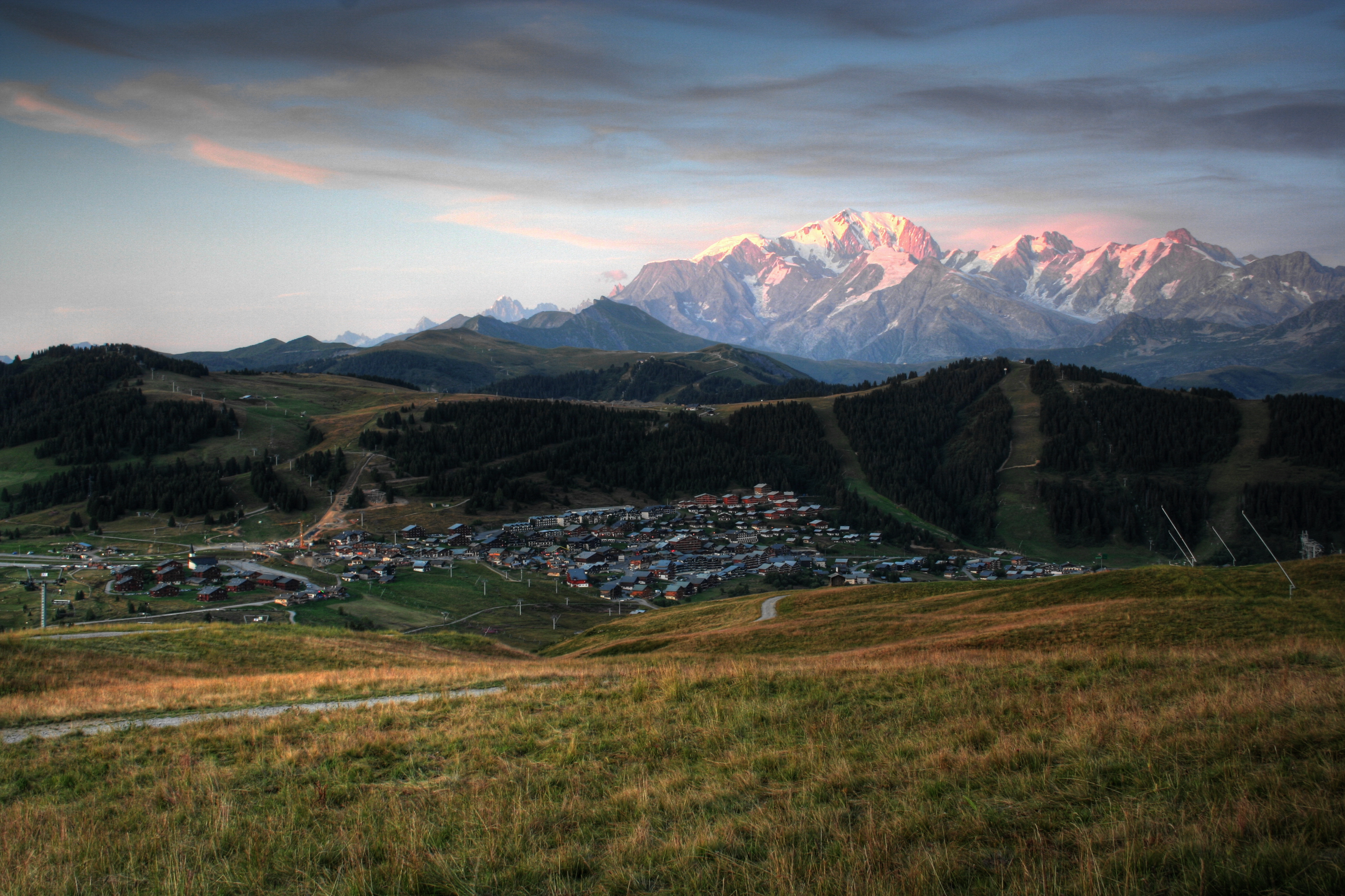
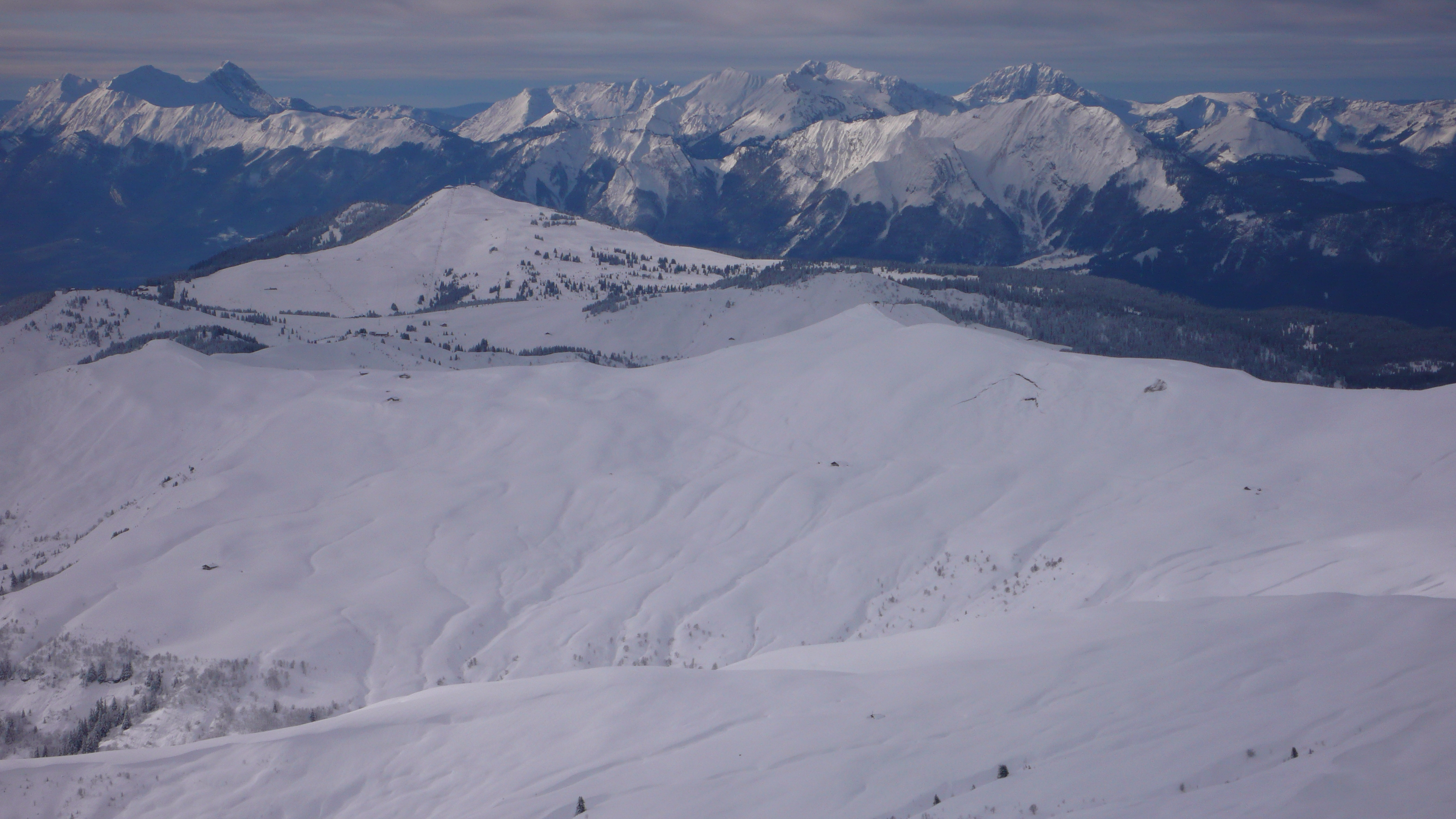
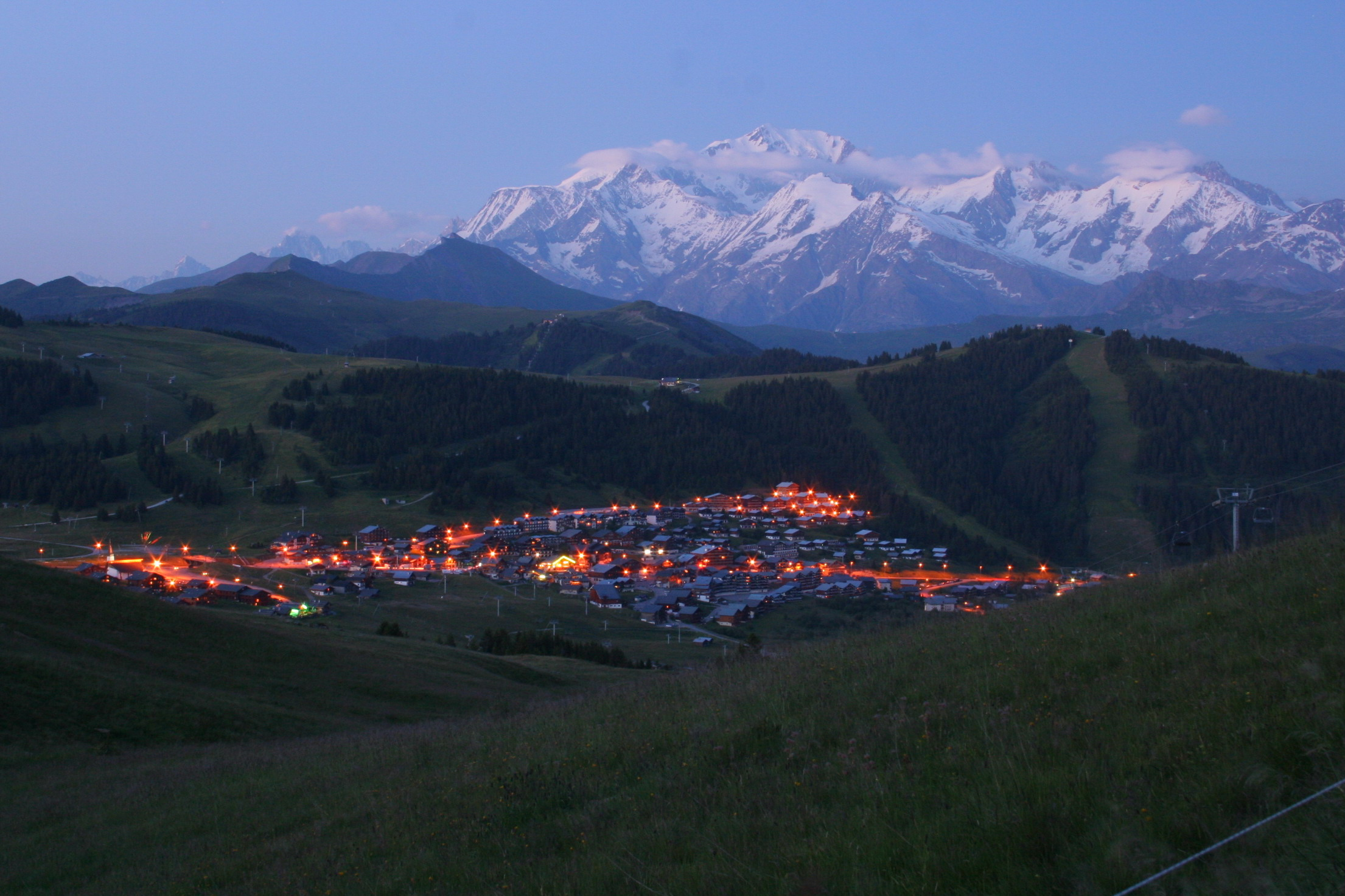
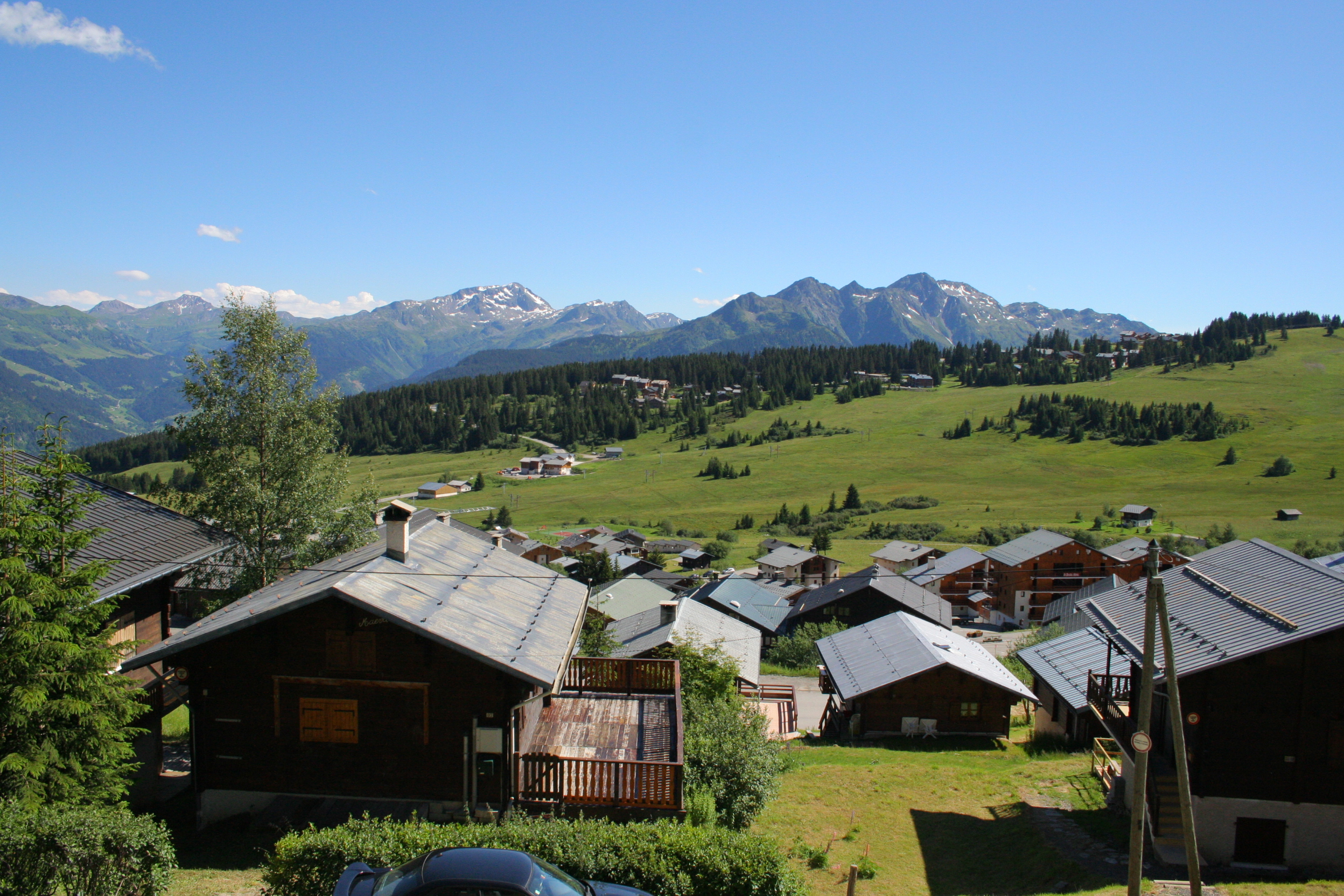
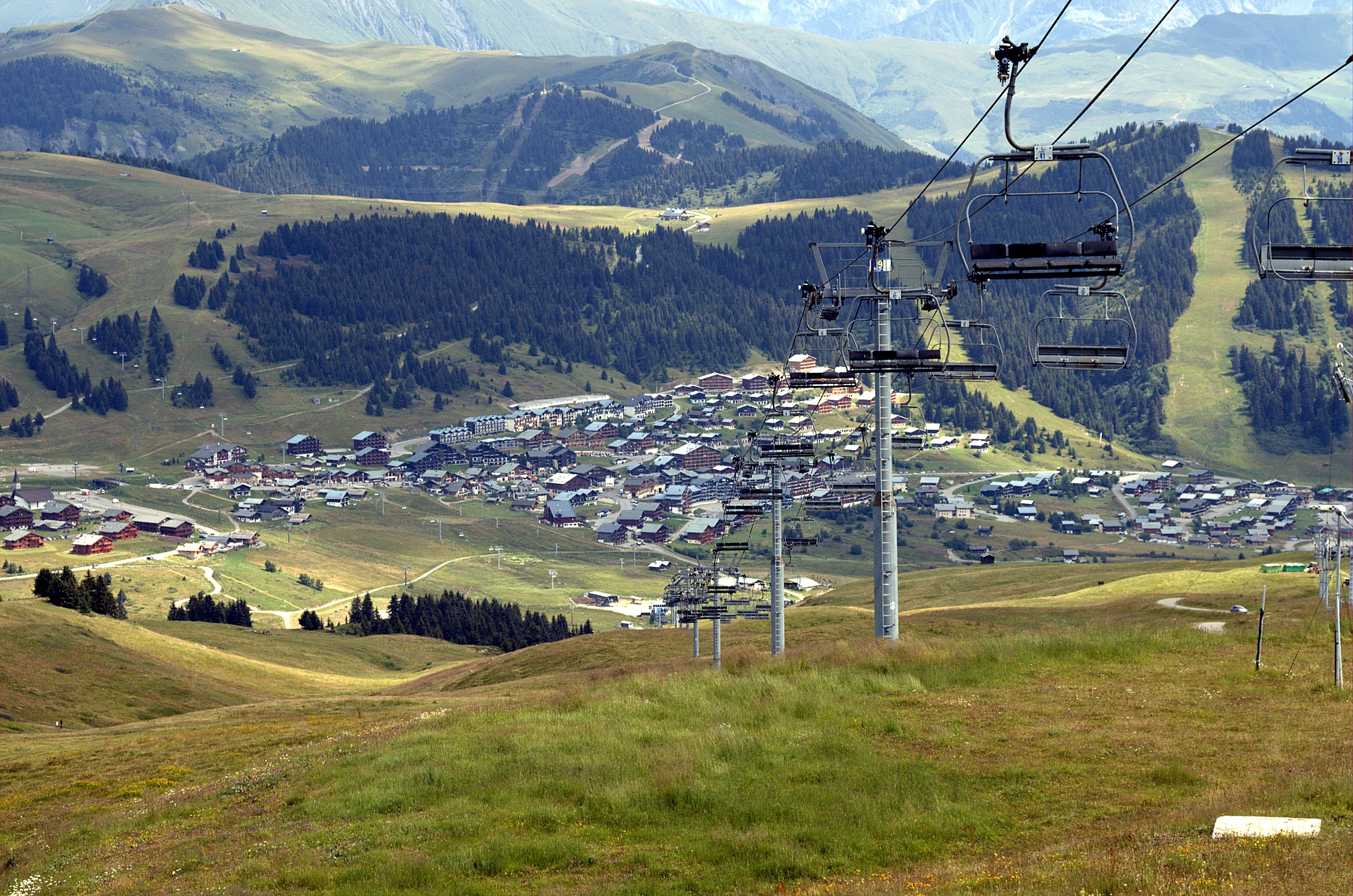

### Ski alpin
Le domaine des Saisies comporte 77 km de pistes pour tous les niveaux du débutant au confirmé, desservies par une trentaine de remontées mécaniques. Il fait partie de l'Espace Diamant qui possède 192 km de pistes entre Beaufortain et Val d'Arly. Il permet de relier skis aux pieds les stations-villages de Praz-sur-Arly, Notre-Dame-de-Bellecombe, Flumet, Crest-Voland, Les Saisies et Hauteluce.
L'enneigement est de qualité, les pistes permettent de bénéficier d'un panorama exceptionnel sur le massif du Mont Blanc et sur le massif des Aravis.

### Ski nordique
La station dispose d'infrastructures de ski de fond. Les pistes situées à 1 650 mètres d'altitude comptent parmi les plus hautes d'Europe : 17 tracés (15 pistes et 2 boucles sur le plateau de la Palette), 120 kilomètres de pistes variées, 1 stade de biathlon, 1 nordique park (zone d'initiation ludique gratuite), 1 jeu de piste pour les enfants.

## Équipements et investissements

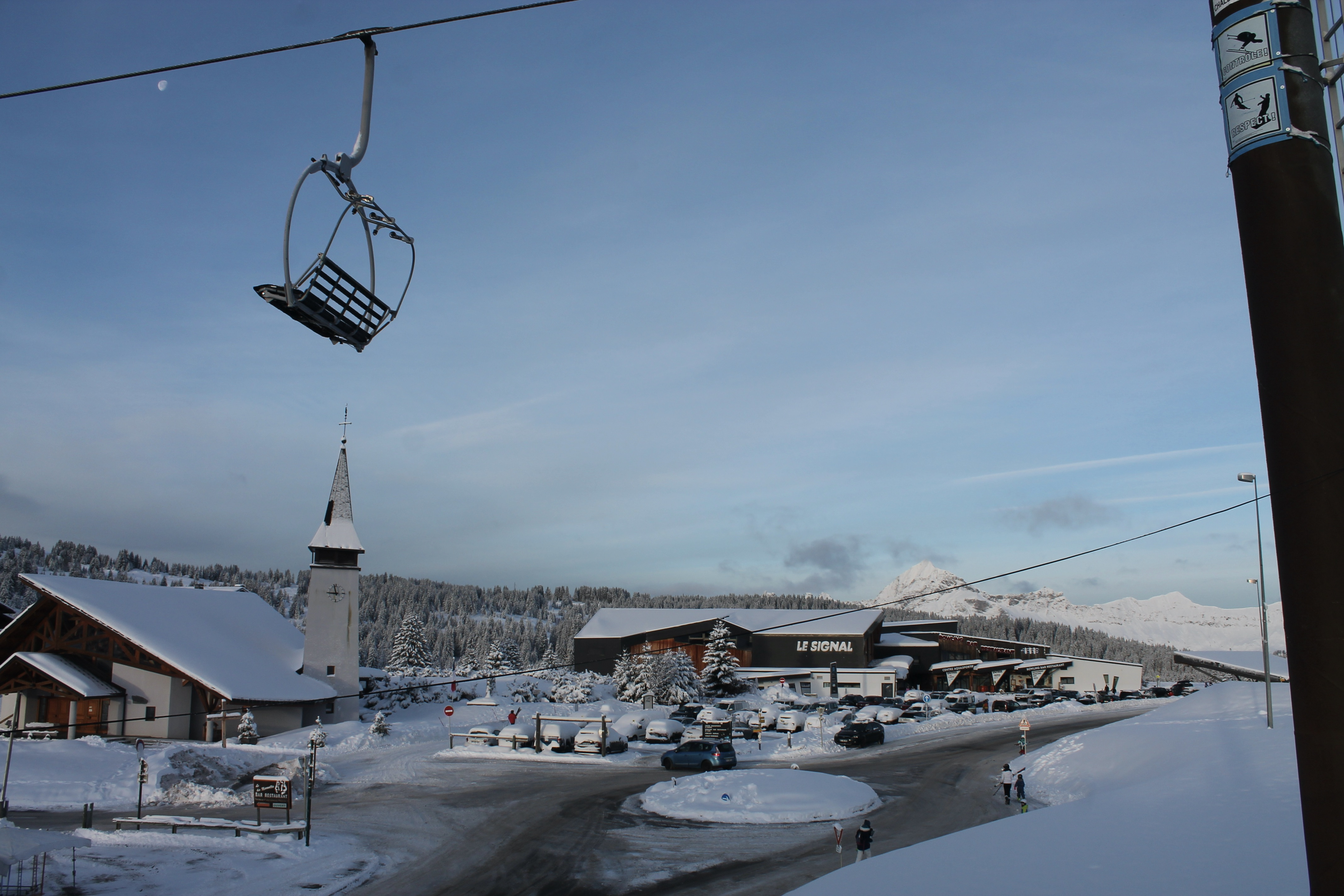
Chapelle Notre-Dame de Haute Lumière et le centre aquasportif le Signal.

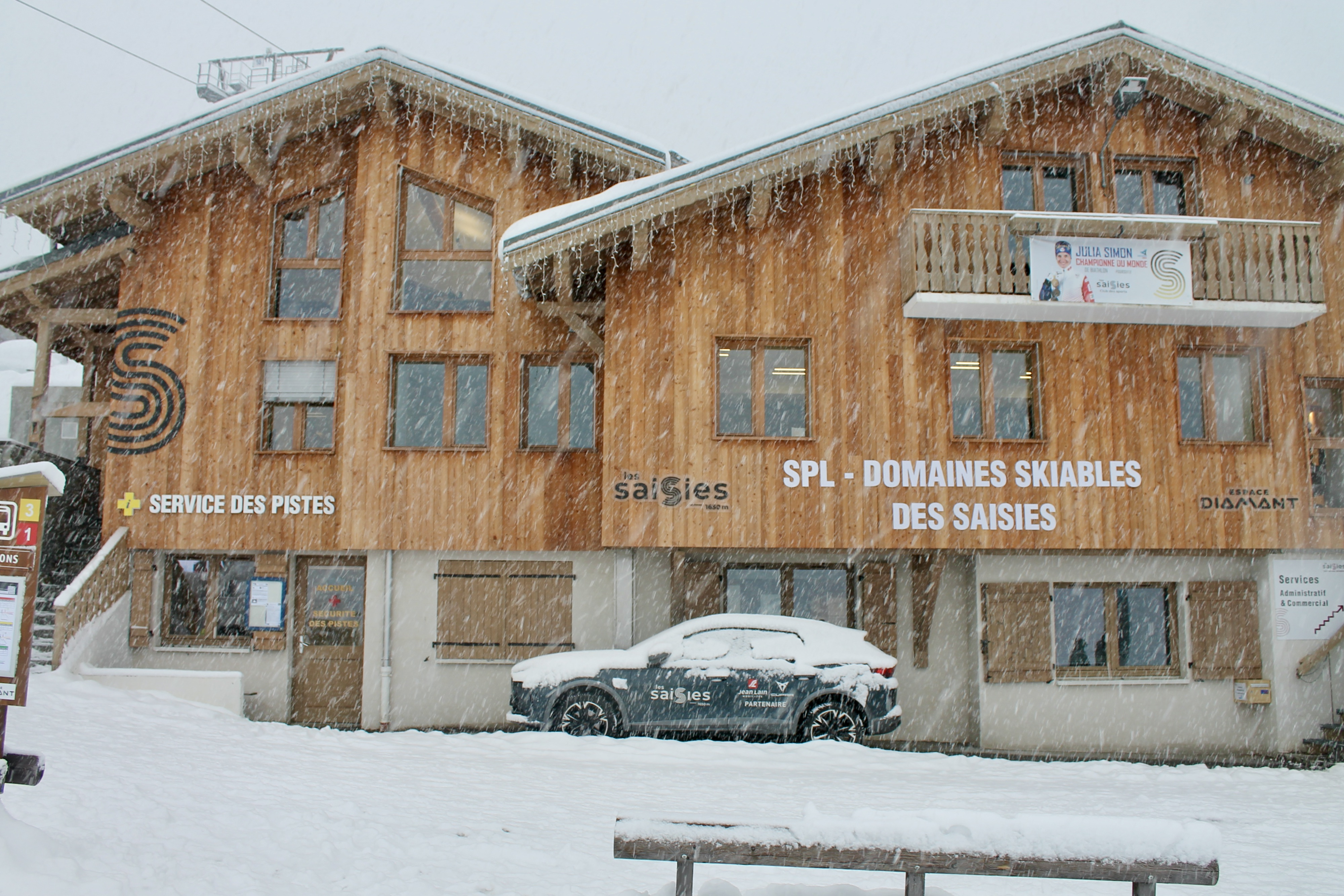
SPL Domaines Skiables des Saisies.

## Personnalités liées aux Saisies
- Erwin Eckl, Autrichien installé en 1935, instigateur et créateur des Saisies avec son chalet-hôtel, son premier téléski et son école de ski.
- Jean Bulle, militaire français, chef du maquis du Beaufortain, co-organisateur du parachutage du col des Saisies.
- Franck Piccard (né en 1964), skieur alpin, triple médaillé olympique aux JO de Calgary 88 et Albertville 92, ambassadeur de la station côté alpin
- Leila Piccard (né en 1971), skieuse alpine, médaille de bronze en géant aux championnats du monde de Sestrières en 1997
- Ted Piccard (né en 1978), skieur alpin, skicrosseur
- Justine Braisaz (née en 1996), biathlète, Petit Globe de la mass-start 2022, championne olympique de mass-start aux JO de Pékin 2022, médaillée de bronze en relais mixte aux JO de Pyeongchang 2018, championne du monde de mass start (2024) et de sprint (2025), championne du monde du relais mixte (2024), championne du monde du relais dame (2024 et 2025)
- Julia Simon (née le 9 octobre 1996), biathlète, Gros Globe de Cristal 2023, Petit Globe de la mass-start et de la poursuite 2023, championne du monde de poursuite (2023), championne du monde (2024) de sprint et de poursuite, championne du monde de l'individuel (2025), vice-championne olympique de relais mixte aux JO de Pékin 2022, championne du monde de relais mixte simple (2021 et 2025), du relais mixte (2024 et 2025), du relais dames (2024 et 2024)
- Laura Chamiot-Maitral, skieuse de fond
- Roy Piccard, skieur alpin
- Clara Direz, championne olympique jeune en géant à Innsbruck en 2012.

## Pour approfondir